# Wu Qingfeng
Wu Qingfeng (chinesisch 吴卿风; * 28. Januar 2003 in Shaoxing) ist eine chinesische Schwimmerin. Die Spezialistin im Freistilschwimmen gewann bei Olympischen Spielen zwei Bronzemedaillen. Bei Weltmeisterschaften erhielt sie bis 2024 auf der 50-Meter-Bahn einmal Gold und einmal Bronze. Bei Asienspielen erschwamm sie zwei Goldmedaillen sowie je eine Silber- und Bronzemedaille.

## Sportliche Karriere
Wu Qingfeng nahm 2017 an den Weltmeisterschaften in Budapest teil. Die chinesische 4-mal-100-Meter-Freistilstaffel mit Sun Meichen, Wu Qingfeng, Cao Jiwen und Lin Yongqing schwamm die neuntschnellste Vorlaufzeit, schlug aber fast zwei Sekunden nach den Achten an, die sich als letzte für den Endlauf qualifizierten. Im Jahr darauf bei den Asienspielen in Jakarta erschwamm die 4-mal-100-Meter-Staffel mit Zhu Menghui, Wu Yue, Wu Qingfeng, Yang Junxuan die Silbermedaille hinter den Japanerinnen. Über 50 Meter Freistil gewann Wu Qingfeng Bronze. 2019 bei den Weltmeisterschaften in Gwangju belegte die chinesische 4-mal-100-Meter-Freistilstaffel mit Yang Junxuan, Zhu Menghui, Wu Qingfeng und Wang Jingzhuo den fünften Platz.
Wegen der COVID-19-Pandemie fanden die Olympischen Spiele in Tokio erst 2021 statt. Die 4-mal-100-Meter-Freistilstaffel mit Cheng Yujie, Zhu Menghui, Ai Yanhan und Wu Qingfeng erreichte den siebten Platz, wobei sie in Vorlauf (3:35,07 Minuten) und Finale (3:34,76 Minuten) zweimal den Asienrekord verbesserten. Über 50 Meter Freistil traten 81 Schwimmerinnen an. Im Halbfinale schwammen die beiden Chinesinnen Zhang Yufei und Wu Qingfeng zeitgleich auf den achten Platz. Zhang Yufei verzichtete auf ein Swimoff und Wu Qingfeng erreichte im Finale als Fünfte das Ziel. Die 4-mal-100-Meter-Lagenstaffel belegte den vierten Platz, wobei Wu Qingfeng nur im Vorlauf eingesetzt wurde. Ende 2021 wurde Wu Qingfeng bei den Kurzbahnweltmeisterschaften in Abu Dhabi Fünfte mit der 4-mal-100-Meter-Freistilstaffel. Die 4-mal-50-Meter-Freistilstaffel schlug als Vierte an und hatte 0,11 Sekunden Rückstand auf die Bronzemedaille.
Ende 2022 bei den Kurzbahnweltmeisterschaften in Melbourne wurde Wu Qingfeng jeweils Sechste mit der 4-mal-100-Meter-Freistilstaffel und mit der 4-mal-200-Meter-Freistilstaffel. Mit der 4-mal-50-Meter-Mixed-Lagenstaffel erreichte sie den fünften Platz. Ein halbes Jahr später bei den Weltmeisterschaften 2023 in Fukuoka schwamm die 4-mal-100-Meter-Freistilstaffel mit Yang Junxuan, Ai Yanhan, Zhu Menghui und Wu Qingfeng die fünftbeste Vorlaufzeit. Im Endlauf waren Zhang Yufei, Wu Qingfeng, Yang Junxuan und Cheng Yujie in 3:32,40 Minuten fast vier Sekunden schneller als die Vorlaufstaffel und schlugen hinter den Staffeln aus Australien und aus den Vereinigten Staaten als Dritte an. Alle sechs beteiligten Chinesinnen erhielten eine Bronzemedaille. In der 4-mal-100-Meter-Mixed-Freistilstaffel qualifizierten sich Xu Jiayu, Yan Zibei, Wang Yichun und Wu Qingfeng mit der viertbesten Vorlaufzeit für das Finale. Im Endlauf siegten Xu Jiayu, Qin Haiyang, Zhang Yufei und Cheng Yujie vor der australischen Staffel. Bei den im Herbst 2023 ausgetragenen Asienspielen in Hangzhou siegte Wu Qingfeng mit der 4-mal-100-Meter-Freistilstaffel und mit der 4-mal-200-Meter-Freistilstaffel, wobei sie in Letzterer nur im Vorlauf mitwirkte.
Bei den Olympischen Spielen 2024 in Paris legte die 4-mal-100-Meter-Freistilstaffel mit Cheng Yujie, Wu Qingfeng, Yu Yiting und Yang Junxuan die drittschnellste Vorlaufzeit vor. Im Endlauf stellten Yang Junxuan, Cheng Yujie, Zhang Yufei und Wu Qingfeng in 3:30,30 Minuten einen neuen Asienrekord auf und wurden Dritte hinter den Australierinnen und der US-Staffel. Über 100 Meter Freistil verpasste Wu Qingfeng als Halbfinalneunte den Finaleinzug um 0,17 Sekunden. Über 50 Meter Freistil schlug sie im Finale als Siebte an. Die chinesische Lagenstaffel mit Wang Xueer, Tang Qianting, Yu Yiting und Wu Qingfeng schwamm die drittschnellste Vorlaufzeit. Im Endlauf waren Wan Letian, Tang Qiantin, Zhang Yufei und Yang Junxuan drei Sekunden schneller als die Vorlaufstaffel. Es siegte das Quartett aus den Vereinigten Staaten vor den Australierinnen und den Chinesinnen.